# Řitka
Řitka es una localidad del distrito de Praga-Oeste, en la región de Bohemia Central, República Checa. Tiene una población estimada, a principios del año 2021, de 1315 habitantes.
Está ubicada en el centro-oeste de la región, junto a Praga, y a poca distancia del río Moldava y de uno de sus afluentes por la izquierda, el río Berounka.